# 🇨🇨
🇨🇨 is een Unicode vlagsequentie emoji die gebruikt wordt als regionale indicator voor Cocoseilanden. De meest gebruikelijke weergave is die van de vlag van de Cocoseilanden, maar op sommige platforms (waaronder Microsoft Windows) ziet men de letters CC.
De vlagsequentie is opgebouwd uit de combinatie van de Regional Indicator Symbols 🇨 (U+1F1E8) en 🇨 (U+1F1E8), tezamen de ISO 3166-1 alpha-2 code CC voor Cocoseilanden vormend.
Deze emoji is in 2010 geïntroduceerd met de Unicode 6.0-standaard.

## Gebruik

De landsvlag van Cocoseilanden

Deze emoji wordt gebruikt als regionale aanduiding van Cocoseilanden.

## Codering

De Twemoji-implementatie

### Unicode
In Unicode vindt men de 🇨🇨 met de codesequentie U+1F1E8 U+1F1E8 (hex).

### Shortcode
Er zijn shortcodes  voor 🇨🇨; in Github kan deze opgeroepen worden met :cocos_islands:,  in Slack kan het karakter worden opgeroepen met de code :flag-cc:.